# Remo nos Jogos Olímpicos de Verão de 2024 - Skiff duplo feminino
A competição do skiff duplo feminino do remo nos Jogos Olímpicos de Verão de 2024 ocorreu entre 27 de julho e 1 de agosto de 2024 no Estádio Náutico de Vaires-sur-Marne, na Ilha de França. Um total de 26 remadoras de 13 Comitês Olímpicos Nacionais (CON) participaram do evento.

## Qualificação
Cada CON poderia classificar um único barco (duas remadoras) no skiff duplo feminino. Um total de 13 vagas estavam disponíveis.
- 11 pelo Campeonato Mundial de Remo de 2023;
- 2 pela regata final de qualificação olímpica.

## Formato
No skiff duplo cada barco é impulsionado por duas remadoras. Por serem barcos parelhos, cada remadora usa dois remos, um de cada lado do barco; isso contrasta com os barcos de pontas em que cada remadora tem remos em apenas um lado. A competição consiste em rodadas e usa o formato de três fases. As finais são realizadas para determinar a colocação de cada barco (na final A são definidos as medalhistas). O percurso usa a distância de 2000 metros que se tornou o padrão olímpico para as mulheres em 1992.

## Calendário
Horário local (UTC+2)
| Dia         | Horário | Fase          |
| ----------- | ------- | ------------- |
| 27 de julho | 12:00   | Eliminatórias |
| 28 de julho | 10:10   | Repescagem    |
| 30 de julho | 10:50   | Semifinais    |
| 1 de agosto | 10:30   | Final B       |
| 1 de agosto | 11:18   | Final A       |

## Medalhistas
| Ouro   | NZL Brooke Francis e Lucy Spoors            |
| Prata  | ROU Ancuța Bodnar e Simona Radiș            |
| Bronze | GBR Mathilda Hodgkins-Byrne e Rebecca Wilde |

## Resultados

### Eliminatórias
As três primeiras de cada bateria se classificam para as semifinais, enquanto as restantes disputam a repescagem.
Eliminatória 1
| Pos. | Raia | Remadoras                             | CON                | Tempo   | Notas |
| ---- | ---- | ------------------------------------- | ------------------ | ------- | ----- |
| 1    | 2    | Brooke Francis Lucy Spoors            | NZL Nova Zelândia  | 6:51.68 | Q     |
| 2    | 5    | Mathilda Hodgkins-Byrne Rebecca Wilde | GBR Grã-Bretanha   | 6:52.31 | Q     |
| 3    | 4    | Sophia Vitas Kristi Wagner            | USA Estados Unidos | 6:56.47 | Q     |
| 4    | 1    | Lisa Scheenaard Martine Veldhuis      | NED Países Baixos  | 6:58.65 | R     |
| 5    | 3    | Clara Guerra Stefania Gobbi           | ITA Itália         | 7:15.51 | R     |

Eliminatória 2
| Pos. | Raia | Remadoras                               | CON           | Tempo   | Notas |
| ---- | ---- | --------------------------------------- | ------------- | ------- | ----- |
| 1    | 3    | Élodie Ravera-Scaramozzino Emma Lunatti | FRA França    | 6:48.89 | Q     |
| 2    | 2    | Amanda Bateman Harriet Hudson           | AUS Austrália | 6:49.21 | Q     |
| 3    | 1    | Zoe Hyde Alison Bergin                  | IRL Irlanda   | 6:52.61 | Q     |
| 4    | 4    | Donata Karalienė Dovilė Rimkutė         | LTU Lituânia  | 6:59.62 | R     |

Eliminatória 3
| Pos. | Raia | Remadoras                      | CON         | Tempo   | Notas |
| ---- | ---- | ------------------------------ | ----------- | ------- | ----- |
| 1    | 3    | Ancuța Bodnar Simona Radiș     | ROU Romênia | 6:48.49 | Q     |
| 2    | 4    | Anna Šantrůčková Lenka Lukšová | CZE Chéquia | 6:55.16 | Q     |
| 3    | 1    | Shen Shuangmei Lu Shiyu        | CHN China   | 6:58.85 | Q     |
| 4    | 2    | Thea Helseth Inger Kavlie      | NOR Noruega | 7:00.78 | R     |

### Repescagem

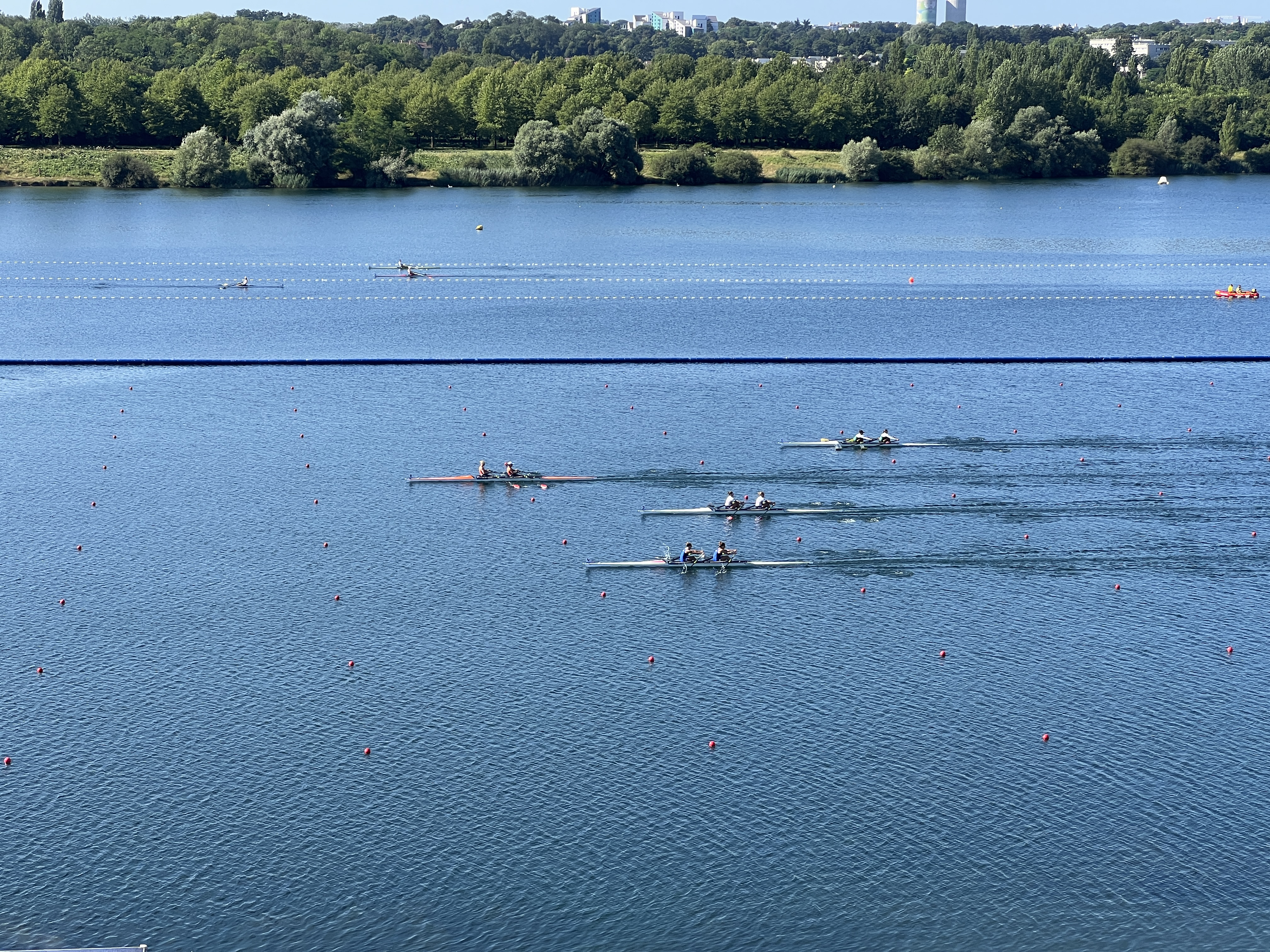
Barcos durante a disputa da repescagem

As três primeiras se classificam para as semifinais; as quarto colocadas foram eliminadas.
| Pos. | Raia | Remadoras                        | CON               | Tempo   | Notas |
| ---- | ---- | -------------------------------- | ----------------- | ------- | ----- |
| 1    | 2    | Lisa Scheenaard Martine Veldhuis | NED Países Baixos | 7:08.42 | Q     |
| 2    | 3    | Thea Helseth Inger Kavlie        | NOR Noruega       | 7:10.39 | Q     |
| 3    | 4    | Clara Guerra Stefania Gobbi      | ITA Itália        | 7:10.41 | Q     |
| 4    | 1    | Donata Karalienė Dovilė Rimkutė  | LTU Lituânia      | 7:15.00 |       |

### Semifinais
As três primeiras de cada bateria qualificam-se para a Final A, enquanto as restantes vão para a Final B (fora da chance por medalhas).
Semifinal A/B 1
| Pos. | Raia | Remadoras                               | CON               | Tempo   | Notas |
| ---- | ---- | --------------------------------------- | ----------------- | ------- | ----- |
| 1    | 3    | Brooke Francis Lucy Spoors              | NZL Nova Zelândia | 6:49.49 | FA    |
| 2    | 1    | Lisa Scheenaard Martine Veldhuis        | NED Países Baixos | 6:50.20 | FA    |
| 3    | 4    | Élodie Ravera-Scaramozzino Emma Lunatti | FRA França        | 6:51.30 | FA    |
| 4    | 2    | Anna Šantrůčková Lenka Lukšová          | CZE Chéquia       | 6:54.76 | FB    |
| 5    | 5    | Zoe Hyde Alison Bergin                  | IRL Irlanda       | 6:55.08 | FB    |
| 6    | 6    | Clara Guerra Stefania Gobbi             | ITA Itália        | 6:58.08 | FB    |

Semifinal A/B 2
| Pos. | Raia | Remadoras                             | CON                | Tempo   | Notas |
| ---- | ---- | ------------------------------------- | ------------------ | ------- | ----- |
| 1    | 4    | Ancuța Bodnar Simona Radiș            | ROU Romênia        | 6:51.41 | FA    |
| 2    | 5    | Mathilda Hodgkins-Byrne Rebecca Wilde | GBR Grã-Bretanha   | 6:51.82 | FA    |
| 3    | 1    | Thea Helseth Inger Kavlie             | NOR Noruega        | 6:52.47 | FA    |
| 4    | 3    | Amanda Bateman Harriet Hudson         | AUS Austrália      | 6:52.69 | FB    |
| 5    | 2    | Sophia Vitas Kristi Wagner            | USA Estados Unidos | 7:04.12 | FB    |
| 6    | 6    | Shen Shuangmei Lu Shiyu               | CHN China          | 7:09.75 | FB    |

### Finais
As regatas finais definem as posições de todas as remadoras. Na Final A são decididos as medalhistas.
Final B
| Pos. | Raia | Remadoras                      | CON                | Tempo   |
| ---- | ---- | ------------------------------ | ------------------ | ------- |
| 7    | 4    | Amanda Bateman Harriet Hudson  | AUS Austrália      | 6:47.66 |
| 8    | 3    | Anna Šantrůčková Lenka Lukšová | CZE Chéquia        | 6:49.92 |
| 9    | 5    | Sophia Vitas Kristi Wagner     | USA Estados Unidos | 6:50.74 |
| 10   | 2    | Zoe Hyde Alison Bergin         | IRL Irlanda        | 6:55.62 |
| 11   | 1    | Clara Guerra Stefania Gobbi    | ITA Itália         | 6:56.87 |
| 12   | 6    | Shen Shuangmei Lu Shiyu        | CHN China          | 7:00.71 |

Final A
| Pos.              | Raia | Remadoras                               | CON               | Tempo   |
| ----------------- | ---- | --------------------------------------- | ----------------- | ------- |
| Medalha de ouro   | 3    | Brooke Francis Lucy Spoors              | NZL Nova Zelândia | 6:50.45 |
| Medalha de prata  | 4    | Ancuța Bodnar Simona Radiș              | ROU Romênia       | 6:50.69 |
| Medalha de bronze | 2    | Mathilda Hodgkins-Byrne Rebecca Wilde   | GBR Grã-Bretanha  | 6:53.22 |
| 4                 | 5    | Lisa Scheenaard Martine Veldhuis        | NED Países Baixos | 6:54.24 |
| 5                 | 6    | Élodie Ravera-Scaramozzino Emma Lunatti | FRA França        | 6:57.35 |
| 6                 | 1    | Thea Helseth Inger Kavlie               | NOR Noruega       | 6:58.41 |